# Antonio Fraguas Fraguas

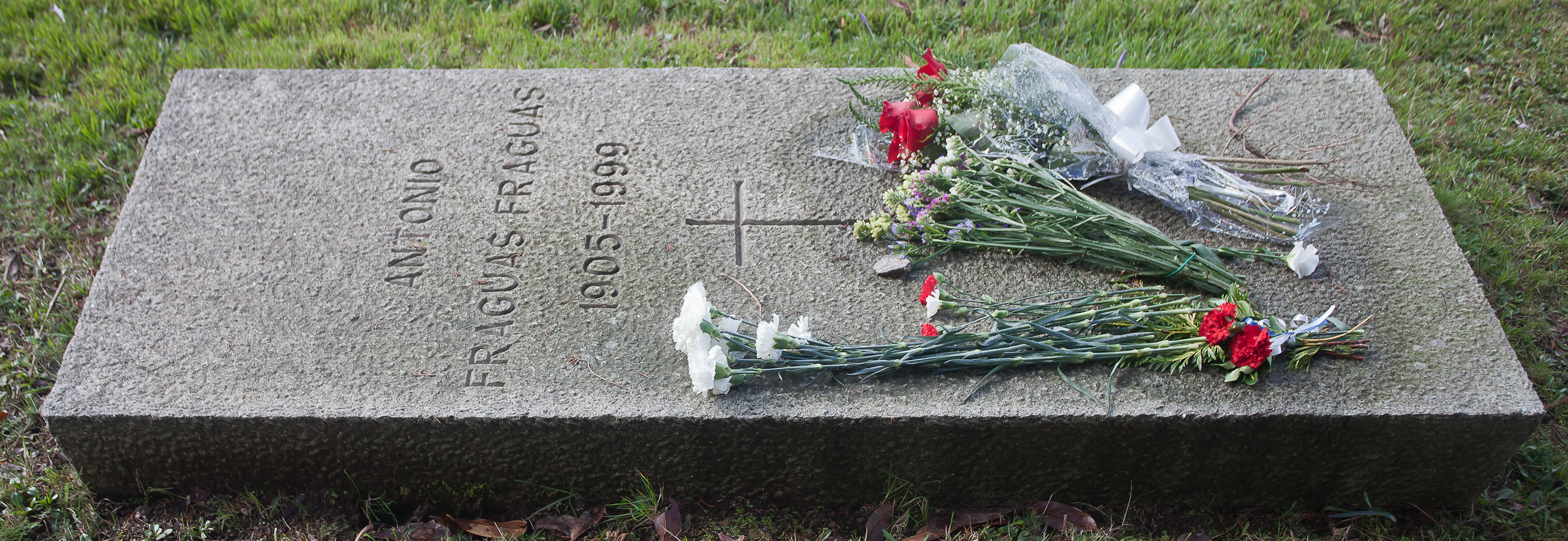
Sepultura de Antonio Fraguas em Boisaca, Santiago de Compostela

Antonio Fraguas Fraguas (Loureiro, Cotobade, Pontevedra, 28 de dezembro de 1905 - Santiago de Compostela, Corunha, 5 de novembro de 1999), também conhecido em galego como Antón Fraguas, foi um escritor, historiador, antropólogo e etnógrafo espanhol de ideologia galeguista.

## Trajetória
Estudou bacharelato em Pontevedra, onde foi aluno de Castelao e Antonio Losada Diéguez, seguiu a carreira de Filosofia e Letras em Santiago de Compostela, onde se licenciou em 1928.
Em 1923 (com 18 anos) foi um dos fundadores da Sociedade da Língua, em Pontevedra, com o objetivo de promover a defesa do galego e publicar um dicionário, que nunca viu a luz. Quando foi para Santiago ingressou nas Irmandades da Fala e começou a colaborar com o Seminário de Estudos Galegos, onde foi admitido como membro em 1928, nas secções de Geografia e de Etnografia e Folclore. Dentro do Seminário começou o estudo da geografia histórica da Galiza, dedicando-se especialmente às Rías Bajas e às terras de Cotobade. Como etnógrafo, começou a estudar os costumes à volta do carnaval.
Foi professor no instituto de A Estrada de 1933 até ao início da Guerra Civil Espanhola. Após a revolta militar de 1936 sofreu uma repressão pelas suas atitudes galeguistas, sendo expulso do seu trabalho. Teve que trabalhar no ensino privado até que em 1950 conseguiu recuperar a cadeira do instituto e poder doutorar-se, o que fez na Universidade de Madrid com uma tese sobre o Colégio de Fonseca. Mais tarde foi professor em Lugo e Santiago, até à sua jubilação em 1975.

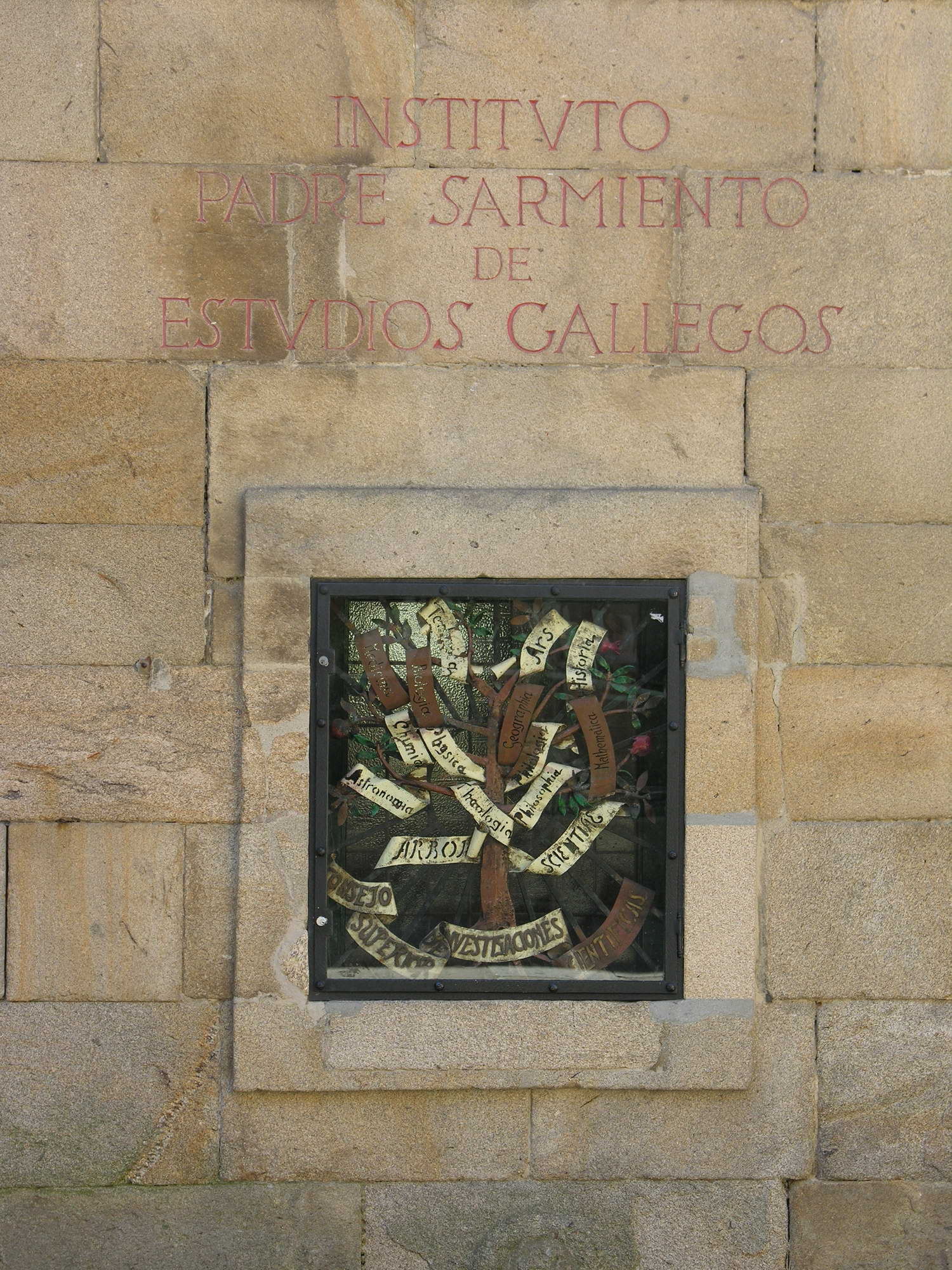
Instituto Pai Sarmiento de Estudos Galegos, em Santiago de Compostela.

Fraguas foi um dos protagonistas da transformação do Seminário de Estudos Galegos, depois do seu desmantelamento pelo governo de Francisco Franco, no Instituto Pai Sarmiento de Estudos Galegos, onde foi bibliotecário, secretário e diretor da secção de Etnografía e Folclore, publicando as suas investigações na revista editada pelo Instituto, Cadernos de Estudos Galegos.

A 19 de abril de 1951 foi nomeado membro pleno da Real Academia Galega, onde ocupou o lugar que tinha deixado Castelao. Foi apresentado por Salustiano Portela Pazos, Ramón Otero Pedrayo e Luis Iglesias Iglesias, e o seu discurso de entrada, Roseiras e paxariños nas cantigas dun serão, foi contestado por Otero Pedrayo.

Em 1963 foi nomeado diretor do Museu Municipal de Santiago, instalado no convento de Santo Domingo de Bonaval, que em 1975 passou a ser denominado Museu do Povo Galego. Xaquín Lorenzo era o presidente da Fundação e, após a sua morte em 1989, Fraguas ocupou os cargos de diretor e presidente. Em 1994 doou ao Museu a sua biblioteca particular, composta por 20.000 volumes.
Outros cargos que ocupou Fraguas ao longo de sua vida foram, entre outros, a coordenação da secção de Antropologia do Conselho da Cultura Galega (1983), membro pleno da Real Academia Galega das Ciências, correspondente à Real Academia da História, a Associação dos Arqueólogos Portugueses ou a Sociedade Portuguesa de Etnologia e Arqueologia.

## Honras
Antonio Fraguas Fraguas foi nomeado Pontevedrés do ano em 1973; foi premiado com o Pedrón de Ouro, em 1984, e com a Insígnia de Ouro do Museu do Povo Galego no mesmo ano; recebeu o Prémio Trasalba em 1985, e a Medalha Castelao; O Prémio Otero Pedrayo, em 1992 (ano em que também foi nomeado Cronista Oficial da Galiza); e o Prémio das Artes e das Letras de Galiza, em 1995. Em 1989 foi nomeado filho adotivo de Santiago de Compostela.
Após a sua morte, criou-se a Fundação Antonio Fraguas no Museu do Povo Galego, com o objetivo de “projetar, preservar e revitalizar o património que Fraguas e toda a geração por ele representada criaram e resgataram para a preservação futura da memória da Galiza”.

Da mesma forma, a Conselho Provincial de A Corunha promoveu em sua memória o Concurso de Artesanato Antonio Fraguas Fraguas.

## Obras
- Geografia da Galiza (1953)
- Galiza insólita (1973)
- Lugo (1974)
- Murguía, o Patriarca (1979)
- Literatura oral na Galiza (1980)
- O traje galego (1985)
- Contribuições a o cancioneiro de Cotobade (1985)
- Aquilino Igreja Alvariño: vida e obra (1986)
- Romarías e santuários (1988)
- Celso Emilio Ferreiro (1989)
- A Porta Santa (1993)
- Do Entrudo (1994)
- As coisas de Antonio de Insuela (1996)
- A festa popular na Galiza (1996)

Além das publicações anteriores, Fraguas escreveu numerosos artigos de divulgação em jornais e revistas especializados e não especializados, bem como colaborações em publicações conjuntas com outras personalidades da etnografia galega.